# 32939 Nasimi
32939 Nasimi è un asteroide della fascia principale. Scoperto nel 1995, presenta un'orbita caratterizzata da un semiasse maggiore pari a 3,0502582 au e da un'eccentricità di 0,2005000, inclinata di 2,20732° rispetto all'eclittica.